# Godziesze Wielkie (gmina)

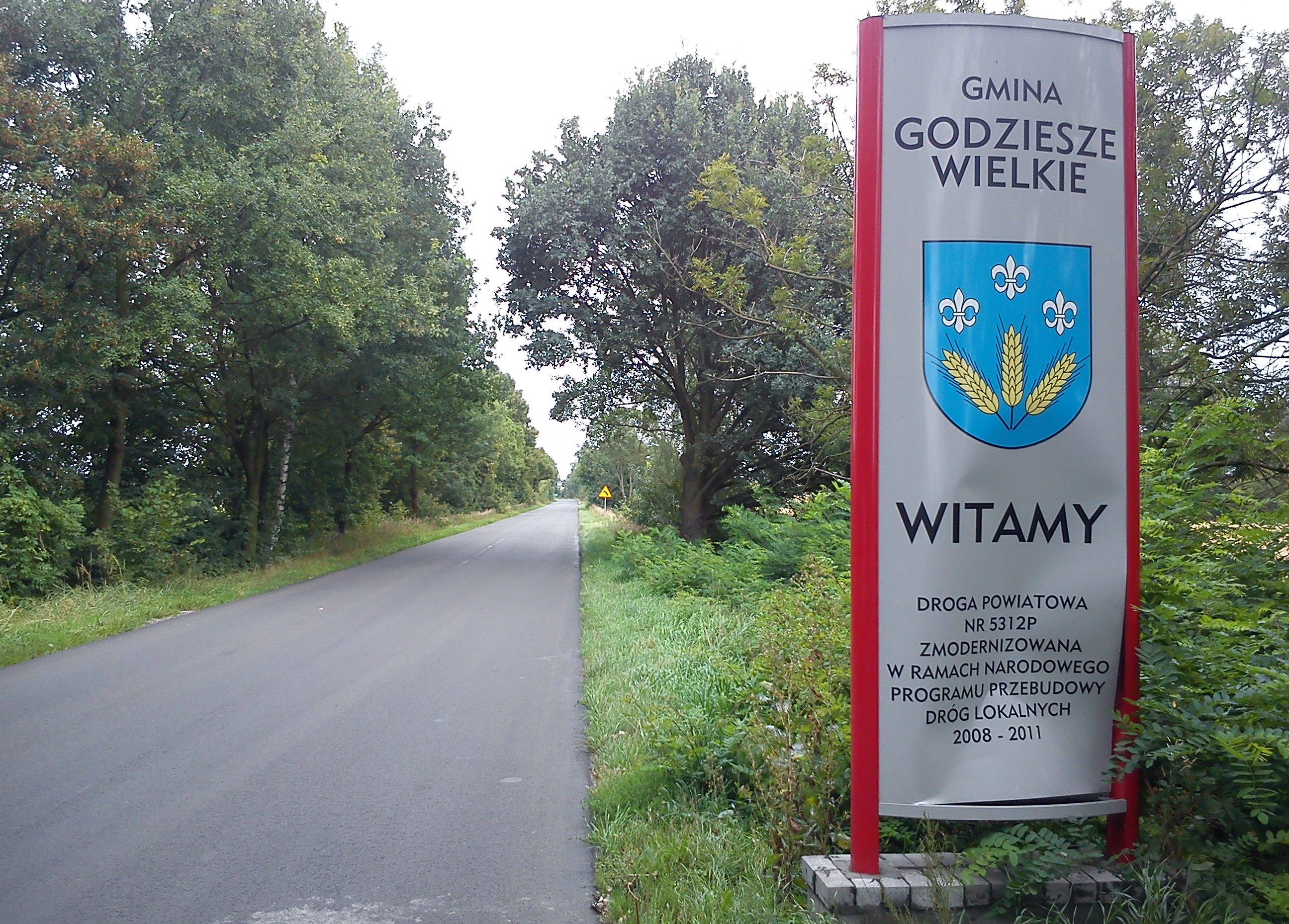
Wjazd od strony Ołoboku

Godziesze Wielkie (do 1954 gmina Godziesze) – gmina wiejska w województwie wielkopolskim, w powiecie kaliskim. W latach 1975–1998 gmina położona była w województwie kaliskim.
Siedziba gminy to Godziesze Wielkie.
Według danych z 31 grudnia 2024 gminę zamieszkiwało 10 195 osób.

## Struktura powierzchni
W 2005 obszar gminy Godziesze Wielkie wynosił 105,07 km² (ob. 105,35 km²), w tym:
- użytki rolne: 81,13 km²:
  - grunty orne: 66,55 km²,
  - sady: 0,2 km²,
  - łąki: 11,35 km²,
  - pastwiska: 3,03 km²,
- lasy: 15,59 km²,
- pozostałe grunty (w tym nieużytki): 8,35 km².

## Demografia
Dane z 31 grudnia 2024:
| Opis                              | Ogółem | Ogółem | Kobiety | Kobiety | Mężczyźni | Mężczyźni |
| --------------------------------- | ------ | ------ | ------- | ------- | --------- | --------- |
| jednostka                         | osób   | %      | osób    | %       | osób      | %         |
| populacja                         | 10 195 | 100    | 5078    | 49,8    | 5117      | 50,2      |
| gęstość zaludnienia (mieszk./km²) | 96,8   | 96,8   | 48,2    | 48,2    | 48,6      | 48,6      |

- Piramida wieku mieszkańców gminy Godziesze Wielkie w 2014 roku[3].

## Sołectwa
Bałdoń, Biała, Borek, Godziesze Małe (podzielone na 2 sołectwa), Godziesze Wielkie, Godzieszki, Józefów, Nowa Kakawa, Stara Kakawa, Kąpie, Kakawa-Kolonia, Końska Wieś, Krzemionka, Rafałów, Saczyn, Skrzatki, Stobno, Stobno Siódme, Takomyśle, Wola Droszewska, Wolica, Zadowice, Zajączki Bankowe, Żydów.

## Miejscowości
W gminie są następujące miejscowości (wg TERYT):
- Bałdoń – wieś,
- Biała – wieś,
- Borek – wieś,
- Godziesze Małe – wieś,
- Godziesze Wielkie – wieś,
- Godzieszki – wieś,
- Józefów – wieś,
- Kakawa-Kolonia – wieś,
- Kąpie – wieś,
- Końska Wieś – wieś,
- Krzemionka – wieś,
- Nowa Kakawa – wieś,
- Rafałów – wieś,
- Saczyn – wieś,
- Skrzatki – wieś,
- Sobocin – wieś,
- Stara Kakawa – wieś,
- Stobno – wieś,
- Stobno Siódme – wieś,
- Takomyśle – wieś,
- Wola Droszewska – wieś,
- Wolica – wieś,
- Zadowice – wieś,
- Zajączki Bankowe 	wieś,
- Żydów – wieś.

## Sąsiednie gminy
Brzeziny, Kalisz, Nowe Skalmierzyce, Opatówek, Sieroszewice, Szczytniki